# Coupe du monde de luge 2014-2015
Navigation
Édition précédente Édition suivante
La coupe du monde de luge 2014-2015 est la 38e édition de la Coupe du monde de luge, compétition de luge organisée annuellement par la Fédération internationale de luge.
Elle se déroule entre le 29 novembre 2014 et le 1er mars 2015 sur 9 étapes organisées en Amérique du Nord puis en Europe. Cette compétition débute fin novembre par des épreuves organisées à Igls en Autriche pour se terminer à Sotchi en Russie début mars.
Pour la première année, des épreuves de sprint pour chaque catégorie sont organisées sur 3 dates (Igls, Calgary et Altenberg).
Les vainqueurs du classement général hommes, femmes et doubles se voient remettre un gros Globe de cristal tandis que les vainqueurs des épreuves sprint se voient remettre un petit Globe de cristal. 

## Programme de la saison
| \| Altenberg Königssee Oberhof Winterberg Igls Lillehammer Sotchi \| Sites des compétitions en Europe |
| Altenberg Königssee Oberhof Winterberg Igls Lillehammer Sotchi                                        |

| \| Lake Placid Calgary \| Sites des compétitions en Amérique du Nord |
| Lake Placid Calgary                                                  |

## Attribution des points
Les manches de Coupe du monde donnent lieu à l'attribution de points, dont le total détermine le classement général de la Coupe du monde.

Ces points sont attribués selon cette répartition :
| Place  | 1   | 2  | 3  | 4  | 5  | 6  | 7  | 8  | 9  | 10 | 11 | 12 | 13 | 14 | 15 | 16 | 17 | 18 | 19 | 20 | 21 | 22 | 23 | 24 | 25 | 26 | 27 | 28 | 29 |
| ------ | --- | -- | -- | -- | -- | -- | -- | -- | -- | -- | -- | -- | -- | -- | -- | -- | -- | -- | -- | -- | -- | -- | -- | -- | -- | -- | -- | -- | -- |
| Points | 100 | 85 | 70 | 60 | 55 | 50 | 46 | 42 | 39 | 36 | 34 | 32 | 30 | 28 | 26 | 25 | 24 | 23 | 22 | 21 | 20 | 19 | 18 | 17 | 16 | 15 | 14 | 13 | 12 |

## Classements généraux
| Rang | Nom                 | Points |
| ---- | ------------------- | ------ |
| 1    | Felix Loch          | 975    |
| 2    | Andi Langenhan      | 645    |
| 3    | Wolfgang Kindl      | 605    |
| 4    | Dominik Fischnaller | 556    |
| 5    | Chris Mazdzer       | 547    |

| Rang | Noms               | Points |
| ---- | ------------------ | ------ |
| 1    | Eggert / Benecken  | 1071   |
| 2    | Wendl / Arlt       | 1055   |
| 3    | Šics / Šics        | 749    |
| 4    | Penz / Fischler    | 672    |
| 5    | Oberstolz / Gruber | 607    |

| Rang | Nom                  | Points |
| ---- | -------------------- | ------ |
| 1    | Natalie Geisenberger | 1080   |
| 2    | Dajana Eitberger     | 851    |
| 3    | Tatjana Hüfner       | 727    |
| 4    | Anke Wischnewski     | 686    |
| 5    | Erin Hamlin          | 624    |

| Rang | Nation     | Points |
| ---- | ---------- | ------ |
| 1    | Allemagne  | 600    |
| 2    | Russie     | 420    |
| 3    | États-Unis | 405    |
| 4    | Autriche   | 310    |
| 5    | Lettonie   | 295    |

## Calendrier et podiums
| 1. Igls (29 au 30 novembre 2014) |                             |                                       |                           |
| Épreuve                          | Vainqueur                   | Deuxième                              | Troisième                 |
| Hommes                           | Felix Loch                  | Dominik Fischnaller                   | Andi Langenhan            |
| Femmes                           | Natalie Geisenberger        | Dajana Eitberger                      | Tatjana Hüfner            |
| Doubles                          | Toni Eggert/Sascha Benecken | Vladislav Yuzhakov/Vladimir Prokhorov | Peter Penz/Georg Fischler |
| Sprint Hommes                    | Felix Loch                  | Dominik Fischnaller                   | Kevin Fischnaller         |
| Sprint Femmes                    | Natalie Geisenberger        | Tatjana Hüfner                        | Anke Wischnewski          |
| Sprint Doubles                   | Toni Eggert/Sascha Benecken | Peter Penz/Georg Fischler             | Tobias Wendl/Tobias Arlt  |

| 2. Lake Placid (5 au 6 décembre 2014) |                             |                          |                           |
| Épreuve                               | Vainqueur                   | Deuxième                 | Troisième                 |
| Hommes                                | Tucker West                 | Wolfgang Kindl           | Dominik Fischnaller       |
| Femmes                                | Natalie Geisenberger        | Erin Hamlin              | Tatjana Hüfner            |
| Doubles                               | Toni Eggert/Sascha Benecken | Tobias Wendl/Tobias Arlt | Peter Penz/Georg Fischler |
| Relais                                | Allemagne                   | Italie                   | États-Unis                |

| 3. Calgary (12 au 13 décembre 2014) |                             |                             |                             |
| Épreuve                             | Vainqueur                   | Deuxième                    | Troisième                   |
| Hommes                              | Samuel Edney                | Felix Loch                  | Chris Mazdzer               |
| Femmes                              | Natalie Geisenberger        | Alex Gough                  | Arianne Jones               |
| Doubles                             | Toni Eggert/Sascha Benecken | Tobias Wendl/Tobias Arlt    | Tristan Walker/Justin Snith |
| Sprint Hommes                       | Chris Mazdzer               | Tucker West                 | Samuel Edney                |
| Sprint Femmes                       | Alex Gough                  | Erin Hamlin                 | Natalie Geisenberger        |
| Sprint Doubles                      | Tobias Wendl/Tobias Arlt    | Toni Eggert/Sascha Benecken | Andris Šics/Juris Šics      |

| 4. Königssee (3 au 4 janvier 2015) |                          |                             |                           |
| Épreuve                            | Vainqueur                | Deuxième                    | Troisième                 |
| Hommes                             | Felix Loch               | Andi Langenhan              | Chris Mazdzer             |
| Femmes                             | Natalie Geisenberger     | Alex Gough                  | Dajana Eitberger          |
| Doubles                            | Tobias Wendl/Tobias Arlt | Toni Eggert/Sascha Benecken | Peter Penz/Georg Fischler |
| Relais                             | Allemagne                | États-Unis                  | Canada                    |

| 5. Oberhof (17 au 18 janvier 2015) |                          |                             |                                     |
| Épreuve                            | Vainqueur                | Deuxième                    | Troisième                           |
| Hommes                             | Felix Loch               | Andi Langenhan              | Chris Mazdzer                       |
| Femmes                             | Natalie Geisenberger     | Tatjana Hüfner              | Dajana Eitberger                    |
| Doubles                            | Tobias Wendl/Tobias Arlt | Toni Eggert/Sascha Benecken | Alexandr Denisyev/Vladislav Antonov |
| Relais                             | Allemagne                | États-Unis                  | Russie                              |

| 6. Winterberg (24 au 25 janvier 2015) |                             |                          |                        |
| Épreuve                               | Vainqueur                   | Deuxième                 | Troisième              |
| Hommes                                | Felix Loch                  | Stepan Fedorov           | Tucker West            |
| Femmes                                | Natalie Geisenberger        | Dajana Eitberger         | Anke Wischnewski       |
| Doubles                               | Toni Eggert/Sascha Benecken | Tobias Wendl/Tobias Arlt | Andris Šics/Juris Šics |
| Relais                                | Allemagne                   | Autriche                 | Russie                 |

| 7. Lillehammer (31 janvier au 1er février 2015) |                          |                             |                                     |
| Épreuve                                         | Vainqueur                | Deuxième                    | Troisième                           |
| Hommes                                          | Wolfgang Kindl           | Semen Pavlichenko           | Dominik Fischnaller                 |
| Femmes                                          | Tatiana Ivanova          | Alex Gough                  | Dajana Eitberger                    |
| Doubles                                         | Tobias Wendl/Tobias Arlt | Toni Eggert/Sascha Benecken | Alexandr Denisyev/Vladislav Antonov |
| Relais                                          | Allemagne                | Russie                      | Autriche                            |

| 8. Altenberg (21 au 22 février 2015) |                             |                             |                          |
| Épreuve                              | Vainqueur                   | Deuxième                    | Troisième                |
| Hommes                               | Felix Loch                  | Johannes Ludwig             | Andi Langenhan           |
| Femmes                               | Natalie Geisenberger        | Tatjana Hüfner              | Dajana Eitberger         |
| Doubles                              | Tobias Wendl/Tobias Arlt    | Toni Eggert/Sascha Benecken | Andris Šics/Juris Šics   |
| Sprint Hommes                        | Felix Loch                  | Samuel Edney                | Inars Kivlenieks         |
| Sprint Femmes                        | Erin Hamlin                 | Dajana Eitberger            | Natalie Geisenberger     |
| Sprint Doubles                       | Toni Eggert/Sascha Benecken | Andris Šics/Juris Šics      | Tobias Wendl/Tobias Arlt |

| 9. Sotchi (28 février au 1er mars 2015) |                          |                           |                        |
| Épreuve                                 | Vainqueur                | Deuxième                  | Troisième              |
| Hommes                                  | Semen Pavlichenko        | Alexandr Peretjagin       | Felix Loch             |
| Femmes                                  | Dajana Eitberger         | Natalie Geisenberger      | Tatiana Ivanova        |
| Doubles                                 | Tobias Wendl/Tobias Arlt | Peter Penz/Georg Fischler | Andris Šics/Juris Šics |
| Relais                                  | Allemagne                | Russie                    | Lettonie               |